# Allan Andersson (möbelarkitekt)
Allan Egon Andersson, född 2 november 1909 i Malmö, död 1989, var en svensk möbelarkitekt.
Andersson, som var son till fabrikör Otto Andersson och Ida Nilsson, diplomerades som möbelarkitekt vid Staatliche Akademie für Kunstgewerbe i Dresden 1934. Han praktiserade i Tyskland och Frankrike 1928–1935 och var delägare i inredningsfirman Berglund & Andersson i Malmö från 1937.